# Željko Obradović
Želimir "Željko" Obradović (cirílico sérvio: Желимир Жељко Обрадовић; Čačak;9 de março de 1960) é um ex-jogador e atual treinador de basquetebol sérvio que treina o Partizan na Liga Sérvia de Basquetebol, na Liga Adriática de Basquetebol e na Eurocopa.
Ele é comumente considerado um dos melhores treinadores europeus de todos os tempos, tendo conquistado a Euroliga em nove ocasiões por cinco equipes diferentes. Em adição ao seu sucesso em nível de clubes, ele conquistou importantes troféus no cargo de treinador da Seleção Iugoslávia como o EuroBasket de 1997 e a Copa do Mundo de 1998.
Em 2008, durante a cerimônia em comemoração dos 50 anos da Euroliga, ele foi eleito um dos 50 Maiores Contribuintes da Euroliga.

## Carreira como jogador

### Borac Čačak (1978-1984)
Obradović começou sua carreira como jogador de basquete nas categorias de base do Borac Čačak.
Durante a temporada de 1977-78, Obradović, com dezoito anos de idade, teve sua temporada de estreia como profissional jogando em 6 jogos no Campeonato Iugoslavo e contribuiu com um total de 3 pontos. Depois de se estabelecer como titular da equipe, ele permaneceu no clube até 1984.

### Partizan (1984-1991)
Durante o verão de 1984, o então Obradović de 24 anos, se transferiu para o Partizan. Ele foi contratado pelo então treinador principal do Partizan, Moka Slavnić, e pelo vice-presidente do clube na altura, Dragan Kićanović, ambos aposentados recentemente das suas carreiras.
Na terceira temporada de Obradović com a equipa, o Partizan venceu o título da Liga da Jugoslávia de 1986-87. Na temporada seguinte, eles chegaram ao Final Four da Euroliga de 1987-88. Eles venceram a Copa da Iugoslávia de 1989 e a Copa Korać da temporada de 1988-89. 
Durante o seu tempo no Partizan, Obradović estabeleceu-se como um dos melhores e mais confiáveis armadores da Liga Iugoslava.

### Seleção Iugoslava
Com a Seleção Jugoslava, ele conquistou uma medalha de prata nos Jogos Olímpicos de Verão de 1988 e uma medalha de ouro no Campeonato Mundial de Basquetebol Masculino de 1990.

### Fim da carreira
A carreira de Obradović foi interrompida, quando ele foi sentenciado a dois anos de prisão devido à morte de um pedestre em um acidente de carro. Depois de cumprir a sentença, Obradović regressou as quadras e paralelamente treinava as divisões de base do Partizan.
Ele se aposentou do basquete em 1991 e foi imediatamente contratado como treinador principal do time profissional do Partizan.

## Carreira como treinador
A grandeza de Obradović como treinador de basquetebol foi confirmada pela grande coleção de títulos que ele tem conquistado em pouco mais de 20 anos de carreira: o recorde de títulos na Euroliga, sendo nove no total (com cinco diferentes equipes), duas Copas Saporta e numerosas conquistas domésticas em ligas nacionais e copas nacionais, a medalha de prata nos Jogos Olímpicos de Verão de 1996 em Atlanta, a medalha de ouro no EuroBasket de 1997, a medalha de ouro na Copa do Mundo FIBA de 1998 na Grécia e a medalha de bronze no EuroBasket de 1999, sendo treinador da Seleção da Iugoslávia, onde permaneceu entre 1996 e 2000. 
Ele também foi treinador da Seleção de Sérvia e Montenegro entre 2004 e 2005.

### Partizan (1991–1993)
A carreira como treinador de Obradović iniciou-se de repente no verão de 1991, quando ainda era um jogador preparando-se para o EuroBasket de 1991 com a Seleção Iugoslava. Escalado e treinador por Dušan Ivković, era capitaneado pelo experiente Obradović que tinha 31 anos, o mais velho que estava no grupo. No entanto, depois de finalizar a preparação em Poreč e retornando para Belgrado para descansar antes de embarcar para torneio amistoso na Alemanha, Obradović foi convidado para uma reunião com importantes diretores do Partizan — o presidente do clube, Radojica Nikčević, o vice-presidente Dragan Kićanović bem como Đorđe "Siske" Čolović, Milorad "Miketa" Đurić e Dragan Todorić — que o convenceram a assumir como treinador da equipe principal do Partizan, proposta que incorreu com aposentadoria como jogador e perder a chance de capitanear a seleção de seu país no EuroBasket.
A ideia era que Obradović, novato como técnico, tivesse a tutela do experiente treinador Aca Nikolić e Milenko Savović, companheiro de longa data de Obradović no Partizan, mas que estava atuando no Vojvodina.
Na temporada de 1991-92, o Partizan teve um recorde de 20-2 na temporada regular da Liga Iugoslava e ganharam o título ganhando na final do Estrela Vermelha. Eles também venceram a Copa Iugoslava em 1992, depois de vencer por 105-70 sobre o Bosna no último jogo. Na competição européia, Obradović levou um time jovem ao título da Euroliga de 1991–92. Devido a dissolução da Iugoslávia, o Partizan jogou seus jogos internacionais em Fuenlabrada, Espanha.
Na temporada de 1992-1993, o Partizan foi vice-campeão da liga nacional perdendo para o Estrela Vermelha na final. Na Copa Iugoslava, eles perderam a final por 104-91 para o OKK Beograd.

### Joventut (1993-1994)
Em 1993, Obradović assinou um contrato com a equipe espanhola Joventut, com sede em Badalona, onde o Partizan jogou seus jogos internacionais na temporada de 1991-92. 
Com o Joventut, ele ganhou a Euroliga de 1993-94. Na Liga ACB, Joventut terminou em 3º lugar com um recorde de 24-14 recorde.

### Real Madrid (1994-1997)
Após o final da temporada, Obradović assinou um contrato com o Real Madrid. Em sua primeira temporada no clube, o Real Madrid não conseguiu defender o título da Liga ACB, terminando em 3º lugar com um recorde de 27-19. Em 1995, eles ganharam a Euroliga de 1994–95.
Na temporada de 1995-96, o Real Madrid não conseguiu conquistar nenhum título. Na Liga ACB, o Real Madrid terminou em 5º lugar com um recorde de 28-12. No cenário europeu, Obradović fez sua terceira aparição consecutiva no Final Four e o segundo com o Real Madrid, mas acabou ficando com o 3º lugar. 
Na temporada 1996-97, o Real Madrid terminou como vice-campeão na Liga ACB e também foi eliminado nas quartas de final da Copa del Rey de Baloncesto. Em competições européias, o Real Madrid participou da Copa Saporta e foi campeão vendo o Verona por 78-64. No final da temporada, Obradović se separou da equipe.

### Benetton Treviso (1997-1999)
No verão de 1997, Obradović assinou contrato com a equipe italiana Benneton Treviso. Na temporada de 1997-98, FIBA EuroLeague, Treviso terminou em 3º lugar na Euroliga de 1997-98.
Na temporada 1998-99, o Treviso terminou como vice-campeão da liga nacional perdendo para o Varese. Além disso, Treviso venceu a Copa Saporta após uma vitória por 64-60 sobre o Valencia.

### Panathinaikos  (1999–2012)
No clube grego ele atuou como treinador entre 1999 a 2012, liderando o clube ao ápice de sua história nesta época, tanto na Grécia quanto na Europa com 11 títulos gregos, 7 copas da Grécia e 5 Euroligas.
Em 2007 ele conquistou o título simbólico da "Tríplice Coroa", o segundo em sua carreira sendo que o primeiro foi com o Partizan em 1992. Pelas conquistas ficou com "Prêmio Treinador do Ano na Euroliga". 
Em 2009, em Berlim, ele conquistou a premiação de melhor técnico pela terceira vez e em 2011 conquistou seu 8º troféu de campeão da Euroliga. Depois disso, em junho de 2012, Obradović anunciou que estava deixando o cargo de técnico do Panathinaikos após 13 temporadas consecutivas.

### Fenerbahçe (2013–2020)

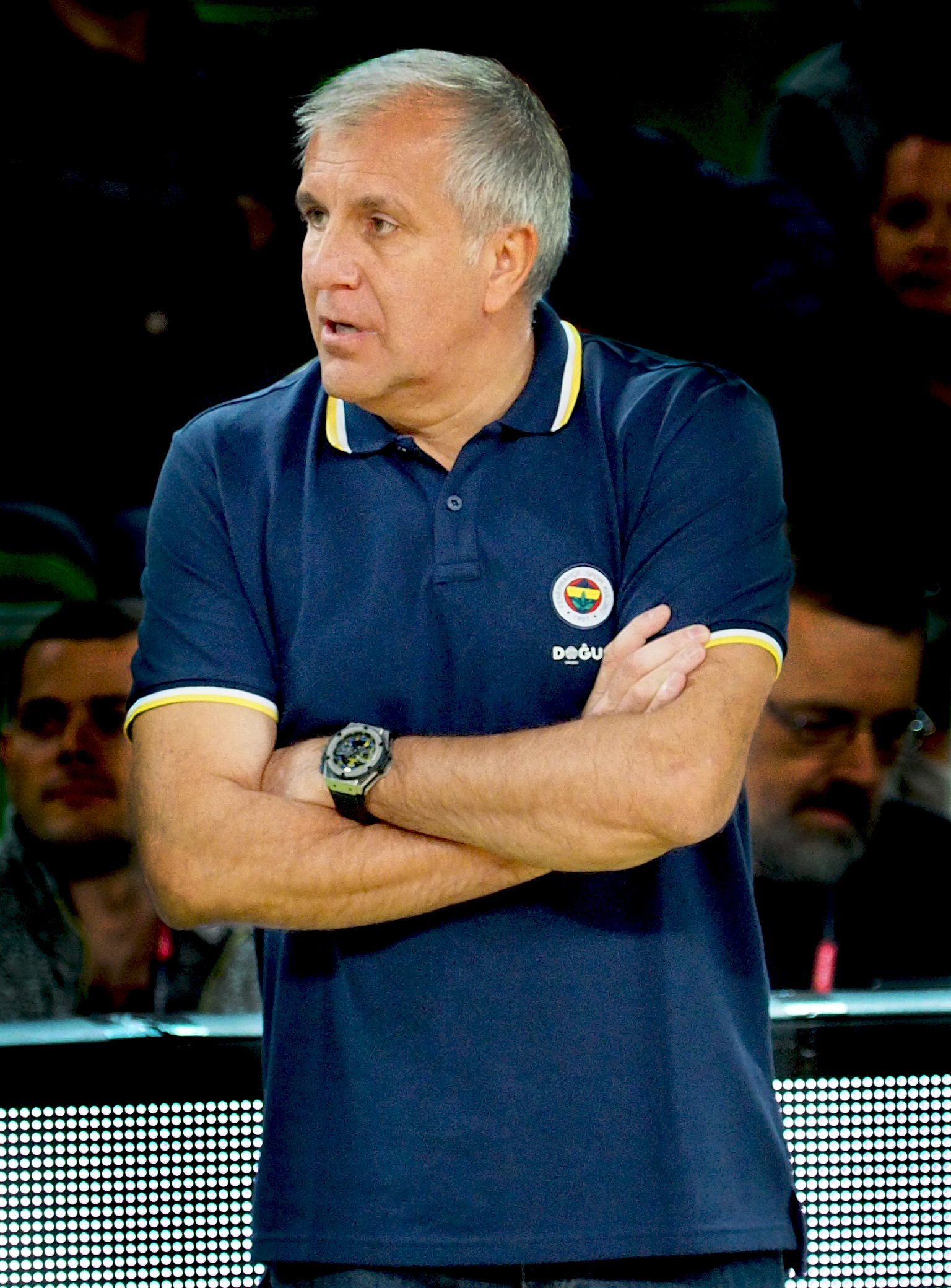
Željko Obradović no Fenerbahçe em 2017

No início de julho de 2013, Obradović assinou um contrato de dois anos com o clube turco Fenerbahçe, que valeria € 3 milhões em salário líquido, durante o período do contrato.
Na sua primeira temporada com o clube, Obradović venceu a Liga Turca após vencer a série final por 4-3 contra o Galatasaray. Na Copa da Turquia de 2014, o Fenerbahçe foi eliminado nas semifinais pelo Pınar Karşıyaka. Na Euroliga de 2013-14, eles alcançaram o Top 16.
Na temporada de 2014-15, o Fenerbahçe terminou a temporada regular da Liga Turca em primeiro lugar com um recorde de 23-7. Nos playoffs, eles foram eliminados na semifinal pelo Karşıyaka Basket por 3-1. Eles também foram vice-campeões na Copa da Turquia de 2015. Na Euroliga de 2014–15, o Fenerbahçe chegou ao Final Four, onde foi eliminado nas semifinais e mais tarde perdeu no 3º lugar. A aparição na Final Four da Euroliga foi a primeira da história do clube. Em 25 de maio de 2015, após o final da temporada, ele assinou uma prorrogação de dois anos com o Fenerbahçe.
Na temporada de 2015-16, o Fenerbahçe terminou em segundo lugar na temporada regular da Superliga Turca com um recorde de 24-6. Nos playoffs, o Fenerbahçe ganhou o campeonato ganhando a série final por 4-2 contra o Anadolu Efes. O clube também ganhou a Copa da Turquia de 2016. Na Euroliga de 2015–16, eles terminaram como vice-campeões, depois de perder a final contra o CSKA Moscou.

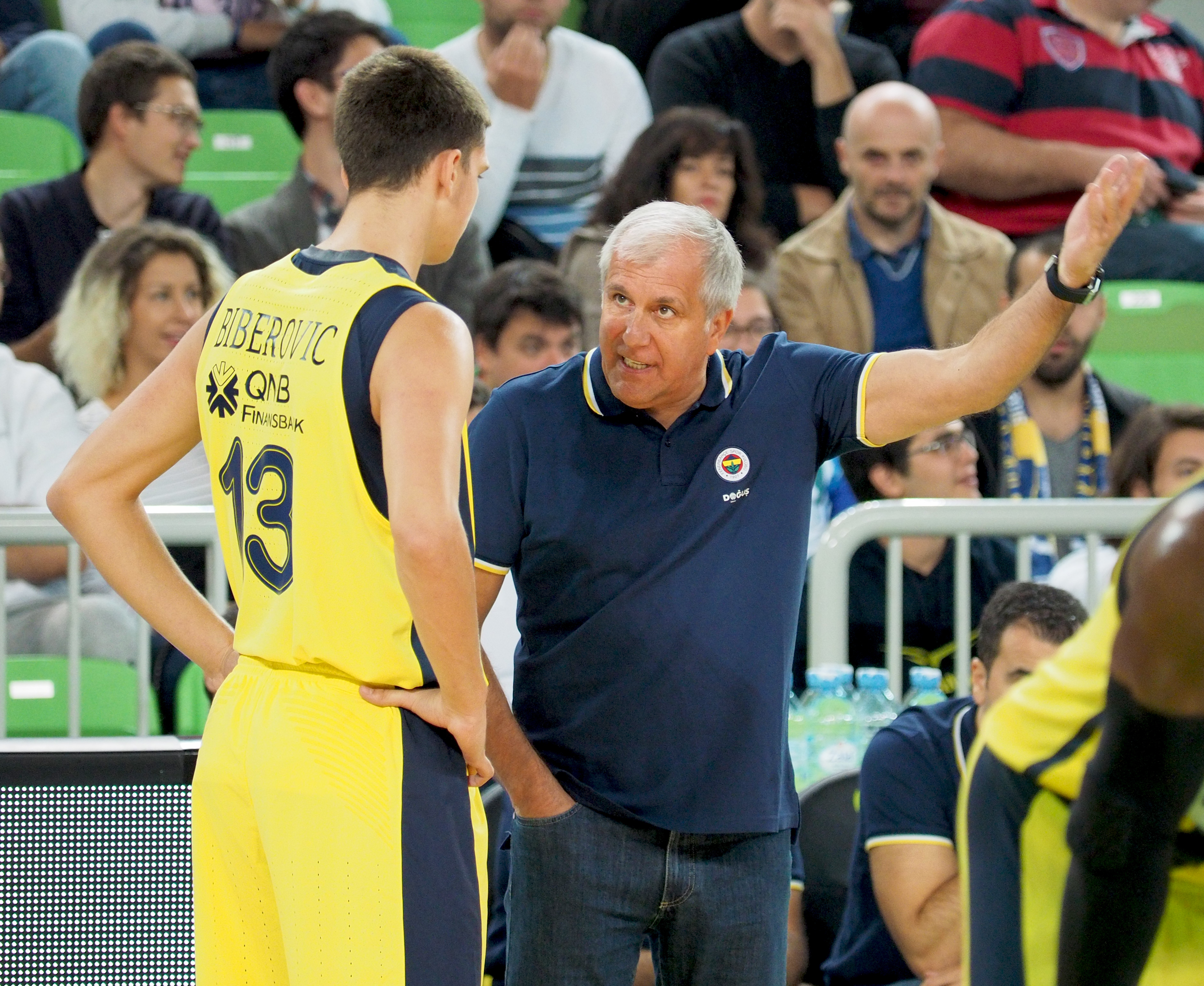
Željko Obradović conversando com Tarik Biberović em 2017

Em 3 de dezembro de 2016, Obradović estendeu oficialmente seu contrato com o clube até o final da temporada 2019-20.
Na temporada de 2016-17, o Fenerbahçe terminou com um recorde de 28-2 na temporada regular da Superliga turca e acabou vencendo o campeonato depois de vencer a série final por 4-0 sobre os rivais Beşiktaş. Em 21 de maio de 2017, o Fenerbahçe venceu a final da Euroliga de 2016–17 contra o Olympiacos, conquistando o primeiro título da Euroliga na história do clube e também o primeiro de qualquer equipe turca. No verão de 2017, dois dos principais jogadores da equipe, Bogdan Bogdanović e Ekpe Udoh, deixaram a equipe e se mudaram para a NBA.
Na temporada de 2017-18, o Fenerbahçe terminou novamente a temporada regular da Superliga Turca em primeiro lugar com um recorde de 27-3. Na Copa da Turquia, o Fenerbahçe foi eliminado nas quartas de final, pelo eventual campeão Anadolu Efes. Na Euroliga de 2017–18, o Fenerbahçe chegou ao Final Four, sua quarta participação consecutiva, eles perderam para o Real Madrid por 80-85 na final. No final da temporada, o Fenerbahçe venceu o terceiro título consecutivo da Superliga Turca, depois de vencer a série final por 4-1 contra o Tofaş.
Na temporada de 2018-19, o Fenerbahçe perdeu para o Efes na final da Taça da Presidência da Turquia e depois bateu o Efes na final da Taça da Turquia de 2019. Eles também perderam para o Efes na série final da Superliga turca por 4-3. Na Euroliga de 2018–19, o clube fez sua quinta aparição no Final Four da EuroLeague, terminando dessa vez em quarto lugar.

### Seleção da Iuguslávia (1996-2000) e da Sérvia (2004-2005)
Obradović trabalhou como treinador principal da Seleção Jugoslava de 1996 a 2000. Com a Iugoslávia, ele ganhou a medalha de prata nos Jogos Olímpicos de 1996, a medalha de ouro no EuroBasket de 1997, a medalha de ouro no Campeonato Mundial de Basquetebol Masculino de 1998 e uma medalha de bronze no EuroBasket de 1999. Ele também foi o treinador da Seleção Sérvia de 2004 a 2005.

## Estilo de treinamento
Bem conhecido pelo seu perfil temperamental, Obradović muitas vezes utilizou sistema de "pick-and-rolls", focando no uso dos cantos e passes para abrir e dificultar a defesa. No Panathinaikos, a partir de 2004, ele usou o ala-pivô Mike Batiste e armador Dimitris Diamantidis focando em jogadas de pick-and-roll.
Reverenciado pelo treinador do San Antonio Spurs, Gregg Popovich que é um admirador de longa data do estilo de treinamento de Obradović, frequentemente o elogia e admite que vez ou outra utiliza de técnicas de Obradović, por sua vez, o sérvio falou que durante boa parte do verão de 2014, ele ficou dissecando a equipe do Texas, principalmente o posicionamento e movimento de bola, com vistas de implementar em sua equipe.

## Títulos

### Como jogador
- Copa Korać: 1 (com Partizan: 1988-89)
- Liga Iugoslava: 1 (com Partizan: 1986-87)
- Copa da Iugoslávia: 1 (com Partizan: 1988-89)

- Euroliga Final Four – 3º colocado com o Partizan: 1987-88

- Seleção Iugoslava :
  - Jogos Olímpicos de Verão de 1988: medalha de prata
  - Copa do Mundo FIBA 1990: medalha de ouro

- Partizan (1991–93):
  - Euroliga: (1992)
  - Liga Iugoslava: (1992)
  - Copa da Iugoslávia: (1992)

### Como treinador
- Joventut Badalona (1993–94):
  - Euroliga (1994)

- Real Madrid (1994–1997):
  - Euroliga (1995)
  - Copa Saporta (1996–97)

- Benetton Treviso (1997–99):
  - Copa Saporta (1999)
  - Super Copa da Itália: (1997)

- Panathinaikos (1999–2012):
  - 5x Euroliga (2000, 2002, 2007, 2009,  2011)
  - 11x Ligas Gregas (2000, 2001, 2003, 2004, 2005, 2005–06, 2006–07, 2007–08, 2008–09, 2009–10, 2010–11)
  - 7x Copas da Grécia (2003, 2005, 2006, 2007, 2008, 2009, 2012)

- Fenerbahçe Ülker (2013–):
  - Liga Turca: (2013–14, 2015–16, 2016–17, 2017–18)
  - Copa Turca: (2016, 2019)
  - Supercopa da Turquia: (2013, 2016, 2017)
  - Campeão Euroliga (2017)

- RF Iugoslavia (1996–00)
  - Jogos Olímpicos de 1996: medalha de prata
  - EuroBasket 1997: medalha de ouro
  - FIBA Copa do Mundo de 1998: medalha de ouro
  - EuroBasket 1999: medalha de ouro